# Jefferson Airplane
Jefferson Airplane var ett amerikanskt rockband, bildat i mitten av 1965 i San Francisco, Kalifornien, USA och pionjärer inom den psykedeliska rockmusiken som utvecklades på orten i mitten av 1960-talet. Jefferson Airplane invaldes i Rock and Roll Hall of Fame år 1996.
Jefferson Airplanes sånger handlade ofta om hippiekulturen, droger och krig versus pacifism. Medan Grateful Dead gjorde mer glada och positiva låtar var det alltid något dramatiskt över Jefferson Airplanes musik. Två av gruppens största hits är "White Rabbit" och "Somebody to Love", stilbildande låtar inom den psykedeliska musiken. Jefferson Airplane var också med på alla stora musikevenemang på 1960-talet, som Monterey Pop Festival och Woodstockfestivalen. Marty Balin kom tillsammans med sångerskan Grace Slick att bli gruppens stora namn.

## Historia

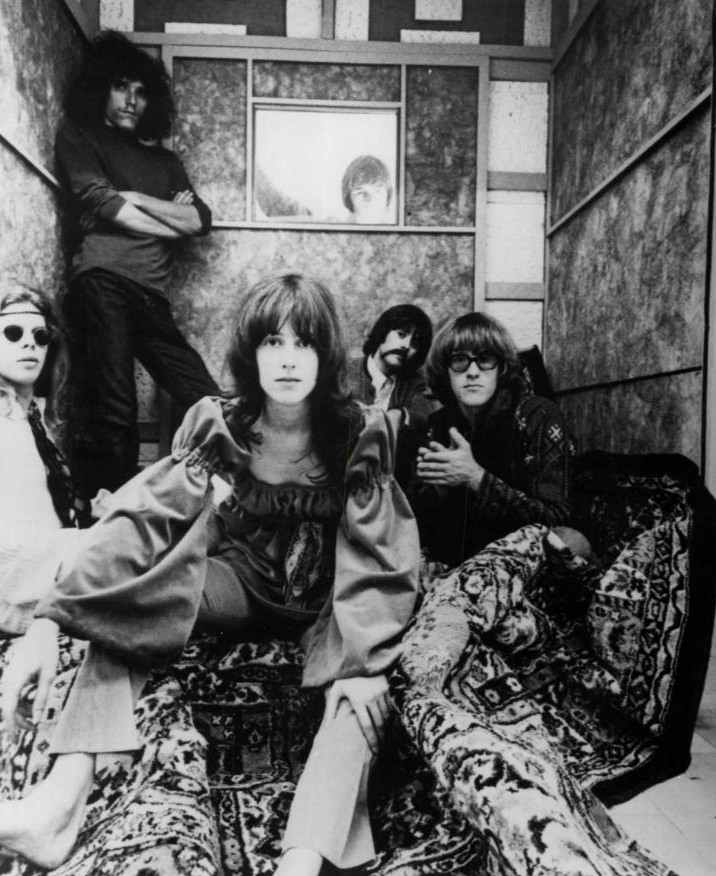
Publicitetsfoto av Jefferson Airplane 1967. Från vänster: Jack Casady, Jorma Kaukonen, Marty Balin (sedd i fönsterkarmen), Spencer Dryden, Paul Kantner, Grace Slick.

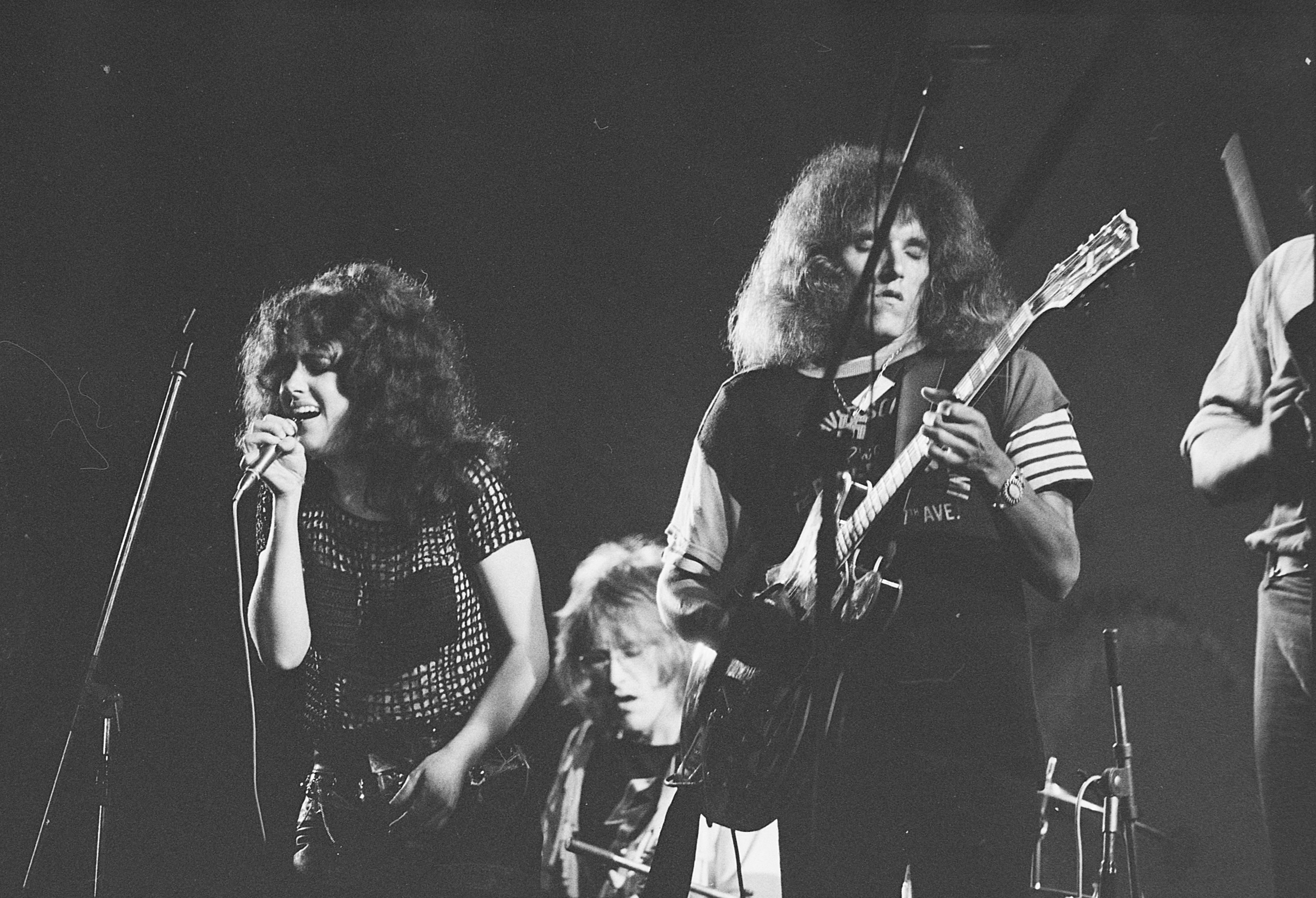
Jefferson Airplane 1970

Idén till Jefferson Airplane föddes av sångaren Marty Balin. Balin började sin karriär som sångare i början av 1960-talet, utan större framgång. Han åkte runt på olika tillställningar och samlade in intresserade personer till bandet. Han fick ihop Paul Kantner på gitarr, sångaren och sologitarristen Jorma Kaukonen, och sångerskan Signe Toly. Kort därefter tillkom trummisen Jerry Peloquin och basisten Bob Harvey.
Gruppnamnet sägs av vissa komma från ett speciellt sätt att hålla en marijuanacigarett, ställningen kallas just Jefferson Airplane. Men egentligen har det inte med saken att göra. Det var Kaukonen som kom med förslaget till namnet, då han fått smeknamnet "Blind Thomas Jefferson Airplane", efter bluessångaren "Blind Lemon Jefferson".
Redan samma år som bildandet skett avskedades Peloquin och ersattes av Skip Spence. Han var egentligen gitarrist, men hade viss erfarenhet av trummor. Även basisten Harvey blev sparkad och ersatt av Jack Casady. Signe Toly hade nu gift sig och gick under namnet Signe Anderson. De gjorde sin första skivinspelning, men den fick ingen särskild uppmärksamhet. 1966 födde Anderson en dotter. I samma veva slutade också trummisen Spence p.g.a drogrelaterade problem. Senare startade han det psykedeliska bandet Moby Grape. Gruppen anställde nu sin tredje trummis, Spencer Dryden.
Senare på året blev det för mycket för sångerskan att vara både sångerska och mor. Hon slutade sent på sommaren. Man anställde nu Grace Slick, som tidigare varit med i det liknande bandet The Great Society. Både låten "White Rabbit" och låten "Somebody To Love" härstammade från hennes tid med det bandet. 
"White Rabbit" hade Grace Slick själv skrivit - "Somebody To Love" hade hennes svåger, gitarristen Darby Slick gjort. Eftersom det ofta bara står (Slick) bakom båda låtarna är det en vanlig missuppfattning att Grace Slick skulle ha skrivit även "Somebody To Love". Det finns liveinspelningar när The Great Society framför dessa låtar. (I The Great Society ingick också Grace Slicks make Jerry Slick på trummor.)
Grace Slick tog med dessa låtar till inspelningen av Jefferson Airplanes andra album Surrealistic Pillow, som kom 1967. Först uppmärksammade man inte dessa låtar, och försökte ge ut annat material med gruppen, men till slut gav man ut "Somebody To Love" som singel. Detta var den första låten som Grace Slick sjöng på i bandet. Låten gjorde stor succé, och även deras album började nu sälja. Kort därefter släppte man också "White Rabbit" som singel, även den blev en stor framgång. Albumet Surrealistic Pillow räknas idag som ett av de bästa från 1960-talet. Det innehåller uteslutande psykedelisk musik. Låtarna handlar till stor del om droger, i synnerhet "White Rabbit", "3/5 of a Mile in 10 Seconds", och "D.C.B.A - 25".
Året därpå var det dags för musikfestivalen Monterey Pop Festival. Här medverkade många artister som snart skulle komma att bli riktigt stora, bl.a. Jimi Hendrix och Janis Joplin. Här framförde gruppen en känd version av "Today", även den med på Surrealistic Pillow.
Radio tyckte dock inte om gruppen för sina starka drogiga texter, och populär-radions "Topp-40" gjorde en sorts bojkott mot dem. Hade inte detta skett hade gruppen kanske fått än mer uppmärksamhet.
Gruppen fortsatte släppa framgångsrika album som tx. Crown of Creation och Volunteers i slutet på 1960-talet, men inget material efter Surrealistic Pillow blev lika framgångsrikt, och enligt många aldrig överträffat. 
1969 var det dags för Woodstockfestivalen, och även här framträdde gruppen. 1970 var gruppens storhetstid förbi, och singlarna man släppte hamnade inte längre på listorna. Samma år avverkade man Dryden och anställde sin i raden fjärde (!) trummis Joey Covington. Nu fanns också en violinist med i gruppen, Papa John Creach. Samma år lämnade Marty Balin gruppen, detta kom inte fram förrän månader senare.
Medlemmar hade nu alltmer börjat jobba för sig själva. Grace Slick hade nu också fått ihop det med gitarristen Kantner, och hade sedan 1971 ett barn med honom. 1972 lämnade Covington bandet, och blev ersatt av The Turtles förra trummis John Barbata. Deras sista stora album Long John Silver kom sommaren 1972, och efter det kan man egentligen säga att bandet bröt upp, formellt skedde detta 1973.
År 1971 gjorde Grace Slick och Paul Kantner albumet Sunfighter och 1974 startade de båda gruppen Jefferson Starship, en sorts inofficiell fortsättning på det hela. 1985 ombildades Jefferson Starship till Starship, men 1988 lämnade Grace Slick det bandet.
Hon återförenades istället med Paul Kantner, Jorma Kaukonen och Jack Casady och återbildade Jefferson Airplane, vilka även turnerade tillsammans med Hot Tuna, som kan betraktas som Jefferson Airplanes akustiska parallellband. Förutom de nämnda så ingick även Marty Balin, Peter Kaukonen och Kenny Aronoff i den nygamla gruppen. Efter inspelad skiva och därpå följande turné lämnade Grace Slick musiken, och bandet har sedan dess mest givit ut livealbum och samlingsalbum.
På senare år har Grace Slick främst varit verksam som konstnär.
Jefferson Airplane-trummisen Joey Covington avled den 4 juni 2013 efter en bilolycka när han körde in i en vägg, han blev 67 år.

## Medlemmar
- Paul Kantner – rytmgitarr, sång (1965–1972, 1989, 1996; död 2016)
- Jorma Kaukonen – leadgitarr, sång (1965–1972, 1989, 1996)
- Marty Balin – sång, rytmgitarr, slagverk (1965–1971, 1989, 1996; död 2018)
- Signe Toly Anderson – sång (1965–1966; död 2016)
- Bob Harvey – kontrabas (1965)
- Jerry Peloquin – trummor (1965)
- Skip Spence – trummor, slagverk (1965–1966; död 1999)
- Jack Casady – bas, rytmgitarr (1965–1972, 1989, 1996)
- Grace Slick – sång, piano, blockflöjt, klaviatur (1966–1972, 1989)
- Spencer Dryden – trummor, slagverk (1966–1970, 1996; död 2005)
- Joey Covington – trummor, slagverk (1970–1972; död 2013)
- Papa John Creach – fiol, sång (1970–1972; död 1994)
- John Barbata – trummor, slagverk (1972)
- David Freiberg – sång, rytmgitarr (1972)

## Diskografi (urval)
Studioalbum

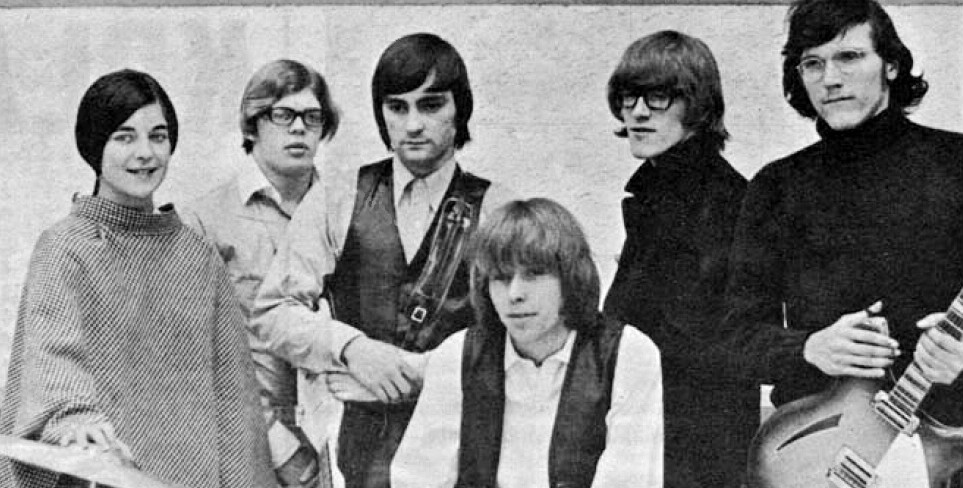
Jefferson Airplane i början av 1966. Från vänster: Anderson, Casady, Balin, Spence, Kantner och Kaukonen.

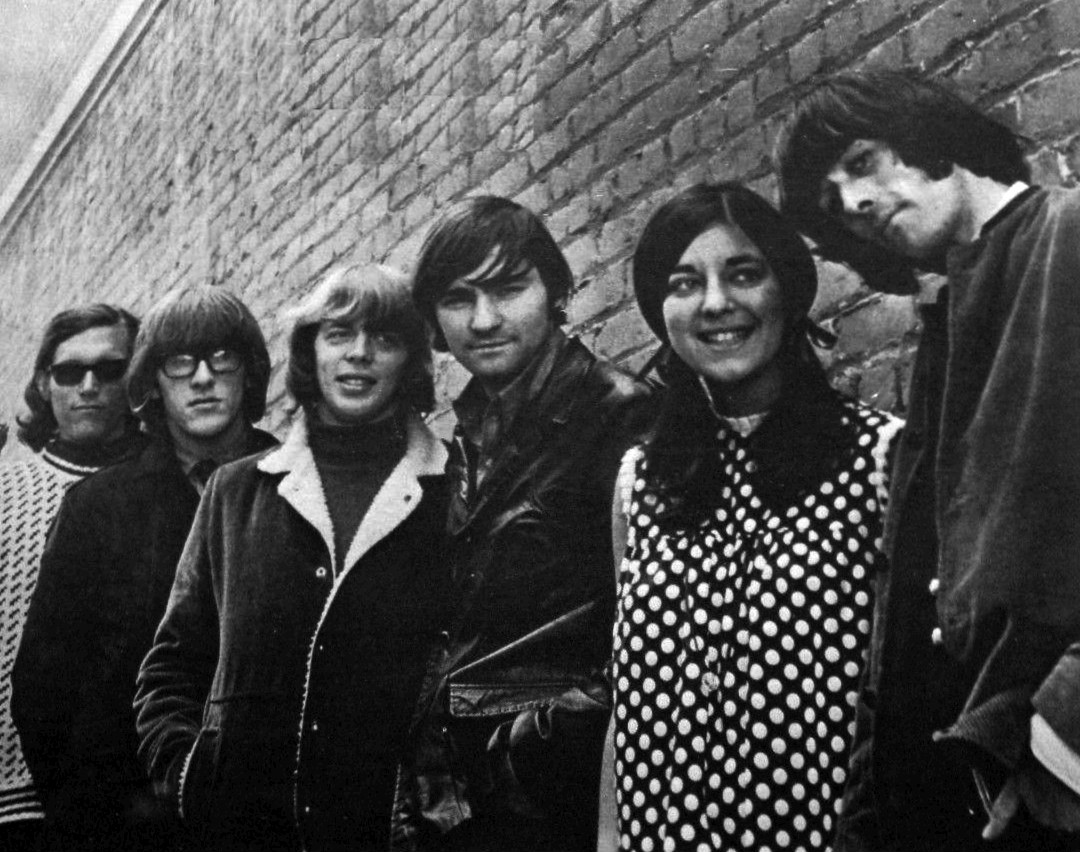
Gruppen i mitten av 1966 efter att Spencer Dryden ersatte Skip Spence på trummor.

- Jefferson Airplane Takes Off (1966)
- Surrealistic Pillow (1967)
- After Bathing at Baxter's (1967)
- Crown of Creation (1968)
- Volunteers (1969)
- Bark (1971)
- Long John Silver (1972)
- Jefferson Airplane (1989)

Livealbum
- Bless Its Pointed Little Head (1969)
- Thirty Seconds Over Winterland (1973)

Samlingsalbum
- The Worst of Jefferson Airplane (1970)
- Early Flight (1974)

Annat
- Sunfighter (1971) (formellt utgiven med Grace Slick och Paul Kantner)